# AEW Continental Championship
Le AEW Continental Championship (que l'on peut traduire par Championnat Continental de la AEW) est un championnat de catch masculin de la All Elite Wrestling.
Le premier champion continental sera couronné à Worlds End, pour couronner le vainqueur du tournoi AEW Continental Classic.

## Histoire
Le 11 novembre 2023, la promotion américaine de Catch All Elite Wrestling (AEW) a annoncé un tournoi appelé Continental Classic. Le président de l'AEW Tony Khan et le catcheur de l'AEW Bryan Danielson ont annoncé que le tournoi débuterait le 22 novembre 2023, épisode de Dynamite, d'une durée de six semaines et se terminant lors du pay-per-view (PPV) Worlds End, le 30 décembre.
Le Continental Classic s'est révélé être un tournoi composé de deux groupes de six lutteurs. Les quatre premiers participants confirmés étaient Bryan Danielson, Andrade El Idolo, Mark Briscoe et Eddie Kingston. Il a également été annoncé que le vainqueur du tournoi deviendrait le premier détenteur du championnat Continental de l'AEW ; car Eddie Kingston défendra également son ROH World Championship (de la promotion sœur Ring of Honor) et son Strong Openweight Championship (de la promotion partenaire New Japan Pro-Wrestling ), le vainqueur détiendra les trois championnats et sera déclaré premier Triple Crown Champion, représentant AEW, ROH et NJPW. Le champion lors de la prochaine Continental Classic entre automatiquement dans le tournoi.

## Historique des règnes
| # | Champion        | Règne | Date             | Durée     | Évènement  | Lieu                 | Notes | Réf   |
| - | --------------- | ----- | ---------------- | --------- | ---------- | -------------------- | --- | ----- |
| 1 | Eddie Kingston  | 1er   | 30 décembre 2023 | 81 jours  | Worlds End | Uniondale (New York) | En battant Jon Moxley en finale du tournoi pour couronner le premier vainqueur du AEW Continental Classic et devenir le champion inaugural (les ROH World Championship et Strong Openweight Championship sont aussi en jeu). | [ 3 ] |
| 2 | Kazuchika Okada | 1er   | 20 mars 2024     | 479 jours | Dynamite   | Toronto ( Canada)    | En battant Eddie Kingston pour devenir le second champion. | [ 4 ] |

## Règnes combinés
| Signe | Notes                          |
| ----- | ------------------------------ |
|       | Travaille actuellement à l'AEW |

| Rang | Champion        | Règnes | Jours | 1re victoire |
| ---- | --------------- | ------ | ----- | ------------ |
| 1    | Kazuchika Okada | 1      | 479   | 20 mars 2024 |
| 2    | Eddie Kingston  | 1      | 81    | 30 déc. 2023 |